# Fairview (Virgínia de l'Oest)
Fairview és una població dels Estats Units a l'estat de Virgínia de l'Oest. Segons el cens del 2000 tenia 435 habitants.

## Demografia
Segons el cens del 2000, Fairview tenia 435 habitants, 186 habitatges, i 125 famílies. La densitat de població era de 599,8 habitants per km².
Dels 186 habitatges en un 27,4% hi vivien nens de menys de 18 anys, en un 50,5% hi vivien parelles casades, en un 14% dones solteres, i en un 32,3% no eren unitats familiars. En el 30,1% dels habitatges hi vivien persones soles el 19,4% de les quals corresponia a persones de 65 anys o més que vivien soles. El nombre mitjà de persones vivint en cada habitatge era de 2,34 i el nombre mitjà de persones que vivien en cada família era de 2,87.
Per edats la població es repartia de la següent manera: un 23,7% tenia menys de 18 anys, un 6,9% entre 18 i 24, un 21,4% entre 25 i 44, un 26,9% de 45 a 60 i un 21,1% 65 anys o més.
L'edat mediana era de 43 anys. Per cada 100 dones de 18 o més anys hi havia 73,8 homes.
La renda mediana per habitatge era de 24.896 $ i la renda mediana per família de 32.679 $. Els homes tenien una renda mediana de 26.607 $ mentre que les dones 14.375 $. La renda per capita de la població era de 14.106 $. Entorn del 14,8% de les famílies i el 16,7% de la població estaven per davall del llindar de pobresa.

## Poblacions més properes
El següent diagrama mostra les poblacions més properes.